# Сассарский язык
Сассарский язык — язык итало-далматинской подгруппы группы романских языков. Иногда рассматривается как диалект корсиканского языка. Наряду с галлурским представляет собой переходную форму между корсиканским и сардинским языками.
Распространён в Сассари — втором по величине городе Сардинии. По состоянию на 1993 год число говорящих на нём составляло 100—120 тысяч человек. Несмотря на значительное влияние на него сардинского языка, что в первую очередь проявляется в области лексики и фонетики, достаточно легко доказать его происхождение от тосканского диалекта.
Правительством Сардинии сассарский язык признаётся (наряду с галлурским) в качестве одного из самостоятельных региональных языков.

## Генеалогическая и ареальная информация
Сассарский язык является одним из региональных языков Италии. На сассарском языке говорят в небольшой, но густонаселенной полосе северо-западной Сардинии вдоль залива Асинара, в Нурре, Романьи и Англоне, или в муниципалитетах Сассари, Порто-Торрес, Сорсо, Стинтино, все они являются частью провинции Сассари.
Язык принадлежит к романской ветви индоевропейской языковой семьи и считается переходной разновидностью между сардинским и корсиканским. Из-за исторических связей Сассари с Тосканой и географической близости к Корсике может рассматриваться как корсо–сардинский язык. Он имеет несколько сходств с итальянским языком и, в частности, со староитальянскими диалектами из Тосканы.

## Социолингвистическая информация
Сассарский возник, согласно некоторым теориям, в качестве лингва-франка, чтобы осуществить общение между группами людей, которые не имеют родного общего языка. Он формировался с 16 века, после того, как несколько очень смертоносных эпидемий истребили население города. Таким образом, родился этот гибридный диалект, на котором сейчас говорят в Сассари, Порто-Торресе и Сорсо, в основе которого преобладают тосканские нотки, в дополнение к нескольким сардинским словам. Основой этого языка стала смесь различных языков, а именно сардинский, корсиканский/тосканский и лигурийский.
Согласно социологическим исследованиям в Сассари, регион Сардиния, знание сассарского языка и его использование для общения встречается у молодого поколения чаще, чем у взрослых или пожилых жителей.
Сассарский язык находит свое выражение в последние годы через произведения художественной литературы, комедию, театр и музыку. Многие деятели культуры - поэты (Salvator Ruju), комедианты (Gian Paolo Bazzoni), писатели (Pompeo Calvia) и другие - предпочитают создавать свое творчество и преподносить его на народном языке.

## Типологическая характеристика

### Тип выражения грамматических значений
Сассарский является аналитическим языком. Грамматические и словообразовательные значения в нем выражаются через служебные слова, фиксированный порядок слов и контекст. Однако формы futurum и conditional синтетические, а не аналитические, как в других диалектах Сардинии.
- Mi⠀⠀⠀⠀ sei⠀⠀⠀⠀⠀⠀⠀⠀⠀⠀dizend-i

⠀⠀мне ⠀⠀⠀быть-AUX  ⠀⠀⠀⠀говорить-PRAE-2SG
⠀⠀'ты мне говоришь'
- La⠀⠀⠀⠀⠀⠀⠀⠀ casa ⠀⠀⠀⠀chi ⠀⠀m’-àggiu ⠀⠀⠀⠀⠀⠀⠀⠀⠀cumpar-addu

⠀⠀DET-SG-FEM⠀ дом ⠀⠀⠀⠀что ⠀⠀⠀я ⠀иметь-DET-REFL  купить-PAST-1SG
⠀⠀'дом, который я себе купил'

### Характер границы между морфемами
Сассарский - флективный язык. Грамматические формы образуются флексиями - формантами, сочетающими сразу несколько значений.
Существительные имеют категории рода и числа, прилагательные изменяются по родам и числам. Наличие показателя рода и числа существительного и прилагательного зависит от сохранения конечных гласных. Там, где они имеются, флексия, как и в итальянском, нерасчлененно маркирует род и число: безударное -а является показателем ед. числа жен. рода, -u — ед. числа муж. рода, -е — ед. числа обоих родов. Для существительного и прилагательного жен. рода окончание -a маркирует также и мн. число. Характерно слияние внутри одной флексии разных категориальных значений, например, -u — в имени показатель ед. числа и муж. рода.
- zitell-u

мальчик-NOM-SG-MASC
’мальчик’ 
- zitell-a

девочка-NOM-SG-FEM
’девочка’
- didd-a

палец-NOM-PL
’пальцы’

### Локус маркирования
В посессивной именной группе
В посессивной именной группе - зависимостное маркирование.
- La⠀⠀⠀⠀⠀⠀⠀⠀⠀⠀ libr-u ⠀⠀⠀⠀⠀⠀⠀⠀dell ⠀⠀⠀⠀⠀⠀⠀⠀poet-a

⠀⠀DET-FEM-SG ⠀⠀  книга-NOM-SG ⠀DET-POSS ⠀⠀⠀поэт
⠀⠀'книга поэта'
В предикации
В сассарском языке в предикативной конструкции представлено зависимостное маркирование.
- Chisth-u⠀⠀ pisedd-u⠀⠀⠀⠀⠀⠀⠀⠀⠀⠀ ha ⠀⠀⠀⠀⠀⠀⠀⠀⠀⠀⠀ bàsc-iddu⠀⠀⠀⠀⠀⠀⠀⠀⠀⠀⠀⠀lu⠀⠀⠀⠀⠀⠀⠀⠀⠀⠀ cabadd-u

⠀⠀этот⠀⠀⠀⠀⠀⠀парень-NOM-3SG ⠀⠀⠀быть-AUX-3SG ⠀⠀ приласкать-PAST-3SG ⠀⠀DET-MASC-SG  ⠀ конь-ACC-3SG
⠀⠀'Этот парень приласкал коня'

### Тип ролевой кодировки
Сассарскому языку присущ номинативный строй ролевой кодировки.
В номинативных языках статичный и активный член предложения не противопоставляются, а пассивный актант обозначается особо: А=S; P.
Пример с переходным глаголом
- Lu ⠀⠀⠀⠀⠀⠀⠀⠀⠀ masthr-u ⠀⠀⠀⠀⠀⠀⠀⠀ ha⠀⠀⠀⠀⠀⠀⠀⠀ ispieg-addu   ⠀⠀⠀⠀             ⠀⠀⠀⠀la⠀⠀⠀⠀⠀⠀⠀⠀⠀ puisi-a.⠀⠀⠀⠀

⠀⠀DET-MASC-SG⠀⠀ учитель-A-NOM ⠀⠀быть-AUX-3SG    объяснить-PAST-3SG  DET-SG-FEM   стихотворение-P-ACC
⠀⠀'Учитель объяснил стихотворение'
Пример с непереходным глаголом
- Pàuru è ⠀⠀⠀⠀⠀⠀ and-addu ⠀⠀⠀⠀⠀  a⠀⠀⠀⠀              Milanu.

⠀⠀Паоло-S-NOM   уехать-PAST-2SG  ⠀  в-PREP ⠀⠀Милан
⠀⠀'Паоло отправился в Милан'

### Базовый порядок слов
Структура простого предложения обнаруживает, что преобладает порядок слов SVO.
При этом порядок слов относительно свободный, но следует определенным правилам. Чаще всего предложение строится следующим образом: подлежащее + сказуемое + дополнение.
- Lu ⠀⠀⠀⠀⠀⠀⠀⠀⠀ masthr-u ⠀⠀⠀⠀⠀⠀⠀⠀ ha⠀⠀⠀⠀⠀⠀⠀⠀ ispieg-addu   ⠀⠀⠀⠀             ⠀⠀⠀⠀la⠀⠀⠀⠀⠀⠀⠀⠀⠀ puisi-a.

⠀DET-MASC-SG⠀⠀ учитель-A-NOM ⠀⠀быть-AUX-3SG    объяснить-PAST-3SG   ⠀ DET-SG-FEM ⠀  стихотворение-P-ACC

## Фонетика

### Гласные звуки
|                | Передние | Средние | Задние |
| -------------- | -------- | ------- | ------ |
| Верхние        | i        |         | u      |
| Средне-верхние | e        |         | o      |
| Средне-нижние  | ɛ        |         | ɔ      |
| Нижние         |          | a       |        |

В сассарском представлена система из семи гласных фонем. Вокализм относительно соотношения ударного латинского и сардинского языков отличается тем, что произошло смешение сардинской и тосканской систем: DlGITU > /did(d)u/ 'палец’, но PILU > /рёги/ 'волос’. Особенность сассарского как и некоторых других диалектов Сардинии - отсутствие дифтонгизации гласных. Широко распространено явление элизии гласных в формах артиклей, личных местоимений.

### Согласные звуки
|                 | Губные | Губные | Стоматология/ альвеолярный | Стоматология/ альвеолярный | Публикация- альвеолярный/ палатальный | Публикация- альвеолярный/ палатальный | Велярный | Велярный |
| --------------- | ------ | ------ | -------------------------- | -------------------------- | ------------------------------------- | ------------------------------------- | -------- | -------- |
| Назальный       |        | m      |                            | n                          |                                       | ɲ                                     |          |          |
| Остановка       | p      | b      | t                          | d                          |                                       |                                       | k        | ɡ        |
| Аффриката       |        |        | ts                         | dz                         | tʃ                                    | dʒ                                    |          |          |
| Фрикативный     | f      | v      | s                          | z                          | ʃ                                     | (ʒ)                                   |          |          |
| Приблизительный |        |        |                            |                            |                                       | j                                     |          | w        |
| Латеральная     |        |        |                            | l                          |                                       | ʎ                                     |          |          |
| Трель           |        |        |                            | r                          |                                       |                                       |          |          |

Под влиянием корсиканского имеет уникальный среди романских языков глухой альвеолярный латеральный фрикатив / ɬ : /. Присутствует частичное произношение /-lsht-/ (для групп -lth- , -sth- , -rth- ) или /-lshc-/ (для групп -lch- , -sch- , -rch- ).
Специфическими чертами считается произношение /g/ как звука /c/ в начале слова. Слова начинающиеся на /gi/ произносятся йотировано, а именно с заменой /g/ на звук /J/ (ja, Jíra, jenti, juggà, jesgia ). Также произошла палатализация сочетаний PL, CL, FL.

## Языковые особенности
Поскольку сассарский язык образовался под влиянием пизанской колонизации на субстрате островной вульгарной латыни, а также от исторической связи, которую северный регион имел с Корсикой и Тосканой, он приобрел многообразие особенностей не встречающихся в других языках. 
- Артикли в сассарском (lu, la, li) происходят от латинского ille, illa, illud
- Замена у существительных множественного числа окончания -s на -i:

li can-i
собака-NOM-PL
'собаки'
- Итальянское наречие 'non' на сардинском пишется как 'no', если за ним следует слово, начинающееся с гласной
- В фонетике существует уникальный среди романских языков глухой альвеолярный латеральный фрикатив / ɬ : /
- Особенность сассарского - отсутствие дифтонгизации гласных.

## Список сокращений
AUX — вспомогательный глагол
PREP — предлог
SG — единственное число
PL — множественное число
PAST — прошедшее время
PRAE — настоящее время
DET — определитель
MASC — мужской род
FEM — женский род
REFL— возвратное местоимение
NOM — именительный падеж
ACC — винительный падеж
A — субъект переходного глагола
P — объект переходного глагола
S — субъект непереходного глагола